# 卡福爾·奧道勞
卡福爾·奧道勞（發音：[ˈcaɾˠ(ə)wəl̪ˠ oː ˈd̪ˠaːlˠə]；1911年2月12日—1978年3月21日）是愛爾蘭共和國第5任總統，在任內辭職下臺。

## 早期政治生涯
1911年，奧道勞出生於布雷。他是一位愛爾蘭共和黨支持者。他在30年代成為愛爾蘭共和黨全國執行委員會委員，在1946年被他的師傅、總理埃蒙·德瓦莱拉任命為愛爾蘭史上最年輕的愛爾蘭律政司。奧道勞企圖競選下議院和上議院議席，但二次均敗北。在1953年，奧道勞被德瓦莱拉任命為愛爾蘭史上最年輕的愛爾蘭最高法院大法官。後期，奧道勞更被總理肖恩·勒马斯任命為愛爾蘭史上最年輕的最高法院首席大法官。

## 首席大法官
在任內，奧道勞採取了一個干涉的態度來解釋憲法。在那時，美國的最高法院已採取了這個態度，但是愛爾蘭最高法院在早期採取了一個謹慎的態度來解釋愛爾蘭法律。
在1972年，總理傑克·林奇向反對黨建議在德瓦莱拉的第二個任期結束後，提名奧道勞為愛爾蘭總統。然而愛爾蘭統一黨相信它的預期候選人湯姆·奧希根斯會當選總統，所以他們拒絕同意。最終愛爾蘭共和黨提名厄斯金·漢美頓·奇爾德斯為總統候選人，而奇爾德斯最終當選。

## 歐洲法院法官、總統選舉
當愛爾蘭加入了歐洲經濟共同體，總理傑克·林奇任命當時為最高法院首席大法官的奧道勞出任歐洲法院法官。
但在1974年，奇爾德斯總統因心臟病發突然病逝。所有政黨本想提名奇爾德斯的妻子麗塔，但計劃最後告吹，所有黨也同意提名奧道勞出任總統。

## 總統生涯
奧道勞的總統生涯被廣泛地視為好壞參半。愛爾蘭語熱心者和藝術家普遍地非常支持奧道勞，但奧道勞沒有任何政治經驗 (例如在一個由國際新聞工作者出席的新聞簡報會上用愛爾蘭語發言，和決定在一次國事訪問中不使用英語)，另外奧道勞與政府的緊張關係也構成了問題。
在1976年，奧道勞決定使用他的專用預留權力來把一系列嚴厲的反恐主義法案提交到最高法院，以便測試其合憲性。這震驚了當時的統一黨-工黨聯盟政府，特別是因為法律是針對當時震驚全國的英國駐愛爾蘭大使被臨時愛爾蘭共和軍謀殺事件。

## 衝突及辭職下臺
帕迪·多尼根，一位具爭議的國防大臣 (後期被揭露有酗酒問題，和他的酗酒問題令他經常在公共場合胡說八道)，在一個軍隊場合中說「他們的總司令」 (即奧道勞總統) 是一個「天大的恥辱」 (thundering disgrace)。多尼根還暗示奧道勞不願意與國家一起作戰，對付恐怖主義。這個言論使奧道勞非常憤怒，但是出席那個軍隊場合的一個韋斯特米斯郡報紙記者堅持多尼根使用的詞語只是「天大的恥辱」。)
在這次事件之後，多尼根立即請辭，但被總理利亞姆·科斯格雷夫拒絕。之後二年，哥斯格雷夫拒絕向總統親自道歉和沒有向總統簡報政策。最後，奧道勞總統在任期結束前辭職，成為第一個辭職的愛爾蘭總統。反對黨建議提名即將卸任的歐洲經濟共同體委員帕特里克·希勒里擔任總統職位。希勒里擔任二屆總統任期，在1990年退休。
在辭去總統職務之後二年，奧道勞病逝，葬於凯里郡Sneem鎮。

## 評價
奧道勞是一個與別不同的政治家，以創新想法來對抗常規。但是奧道勞是一個「政治白癡」，作為大法官，他為毛泽东和迪士尼的某些影片與其他人發生爭論；作為總統，他的複雜和法律化的講話困惑了很多普通人。
史學家還在辯論是否認為奧道勞的總統生涯應該是一場災劫，還是或一場被敵人毀壞的勝利。奧道勞無容置疑地是愛爾蘭總統史上最聰明的總統 (有人認為十四年後當選總統的瑪麗·羅賓遜比奧道勞更聰明)，但是他卻經常為自己製造麻煩。但是當時的政府沒有為他提供必要的教導來克服那些問題。
| 前任： 厄斯金·漢密爾頓·奇爾德斯 | 第5任愛爾蘭共和國總統 1974年至1976年 | 第5任愛爾蘭共和國總統 1974年至1976年 | 繼任： 帕特里克·希勒里 |